# 天体核物理学
天体核物理学（てんたいかくぶつりがく）は、天体物理学・原子核物理学の一分野である。研究分野は宇宙における元素の合成（初期宇宙での元素合成、恒星内での元素合成、超新星爆発による元素合成など）である。2008年には、宇宙核物理連絡協議会が設立された。